# Famille de Mesmes
 (octobre 2018).
Cette page explique l’histoire ou répertorie les différents membres de la famille de Mesmes.
La famille de Mesmes est une ancienne famille originaire de la province du Béarn. Elle a donné à la France de nombreux grands commis de l'État.

## Origines
Originaire du Béarn, la famille remonte à Amanieu de Mesmes, qualifié de chevalier  (miles en latin) dans une donation de 1219. Il est le père de  Raymond et le grand-père de Pierre de Mesmes, chevalier et seigneur de Mesmes, cité comme étant à la tête de la noblesse de son bailliage en 1343.
Guillaume de Mesmes est connu comme premier chapelain du roi saint Louis, ainsi qu'on l'apprend d'un ancien manuscrit en velin où on lit ces mots : Ce livre fut au roi saint Louis en la fin de ses jours le donna à Messire Guillaume de Mesmes, son premier chapelain. Ce psautier passa ensuite aux rois d'Angleterre avant de retourner dans la famille de Mesmes.
- Jean-Jacques Ier de Mesmes (1490-1569), seigneur de Roissy (1537), Lusson, Saint-Gor et Brocas, professeur de droit à Toulouse, jurisconsulte, intendant à Paris de la reine Catherine, maître des requêtes ordinaire de la Maison du roi (1544, par François Ier), ambassadeur, prévôt de Paris, premier président au parlement de Normandie, conseiller du roi Henri II en ses Conseils d’État & Privé.
  - Henri Ier de Mesmes dit Monsieur de Roissy (1532-1596), chevalier, seigneur de Roissy et Malassise, conseiller d'État, chancelier du royaume de Navarre, capitaine, lieutenant-civil et député de Paris, ambassadeur (négocie la paix de Saint-Germain-en-Laye). Grand bibliophile et ami de Montaigne. Disgracié, il perd en 1582 ses gages de chancelier de la reine et de garde des Chartes.
    - Jean-Jacques II de Mesmes (1560-1642), chevalier, seigneur de Roissy, président de la Cour des comptes, conseiller d'État (1630) et Doyen de tous les Conseils. Il est aussi marquis d’Irval et de Cramayel. Seigneur d'Avaux par sa femme Antoinette de Grossaine († 1643), cette terre est érigée en comté par Louis XIII en 1638. Père des suivants.
      - Claude de Mesmes (1595-1650), chevalier, comte d’Avaux, ambassadeur de France auprès de la république de Venise, du Danemark et de la Suède, surintendant des finances de Louis XIV. Officier de l'ordre du Saint-Esprit et chevalier de l'ordre de Saint-Michel.
      - Henri II de Mesmes (1585-1660), président à mortier du Parlement de Paris, prévôt des marchands de Paris (1618-1622). seigneur de Roissy et d’Epône, marquis de Moignéville par sa femme Jeanne de Monluc. Père de la suivante.
        - Antoinette-Louise de Mesmes (1641-1709), épouse du maréchal de France Louis-Victor de Rochechouart, duc de Mortemart et de Vivonne.

      - Jean-Antoine II de Mesmes († 1673), chevalier, comte d'Avaux, maître des requêtes, conseiller d’État ordinaire, président à mortier du Parlement de Paris. Seigneur de Roissy, Irval, Cramayel et Connay, baron de Breuil (Breuil ?) et Lagery, vicomte de Vandeuil et d'Hourges.
        - Jean-Antoine de Mesmes († 1709), chevalier, comte d’Avaux, seigneur d’Irval et de Roissy (1689), marquis (en fait baron) de Givry, commandeur, prévôt & maître des cérémonies de l’ordre du Saint-Esprit (1684-1703), ambassadeur de France.
        - Jean-Jacques III de Mesmes (1640-1688), chevalier, comte d'Avaux, intendant de Soissons, plénipotentiaire, président à mortier du Parlement de Paris. Prévôt et maître des cérémonies de l'ordre du Saint-Esprit. Père du suivant.
          - Jean-Antoine III de Mesmes (1661-1723), chevalier, comte d'Avaux, maître des requêtes, conseiller d'État ordinaire, membre de l'Académie française et premier président du Parlement de Paris. Également marquis de Cramayel et de Saint-Étienne, seigneur de Brie-Comte-Robert, Irval, Roissy et Cramayel, vicomte de Neufchâtel.
          - Jean-Jacques IV de Mesmes (1675-1741), chevalier, bailli et grand-croix de l’ordre de Saint-Jean de Jérusalem, commandeur des commanderies de Boncourt, Sommereux et Haute-Avesnes, abbé commendataire de l’abbaye de la Valroy (1720-1741), prieur commendataire du prieuré de Saint-Denis de L’Estrée (1721), grand-croix et ambassadeur de l’ordre de Malte en France (1715), grand prieur d’Auvergne.

### Autres branches
- Alcibiade de Mesmes  († 1687), baron de Ravignan, nommé par le roi (1682) sénéchal et gouverneur du Mont-de-Marsan, Marsan et Gavardan, capitaine au régiment de Navarre. Père du suivant.
- Joseph de Mesmes marquis de Ravignan (1664-† 15 mai 1742), page du roi dans la Petite Écurie, sénéchal de Marsan, mestre de camp du régiment de Foix le 4 mars 1696, brigadier le 10 février 1704, maréchal de camp le 12 novembre 1708, inspecteur général d'infanterie puis lieutenant général des armées du roi le 8 mars 1718, gouverneur de Guise (1736), grand-croix de l'ordre de Saint-Louis (1737).
- N. de Mesmes, chevalier de Ravignan, colonel d'infanterie.
- Joseph de Mesmes, chevalier, marquis de Mesmes, seigneur de La Chaussée et de Bougival (1716), sénéchal d’Epée, grand-sénéchal des villes et comté de Marsan et Gavardan, gouverneur de Mont-de-Marsan, colonel au régiment de Médoc, brigadier puis maréchal des camps et armées du roi, commandant du Fort Saint-Philippe (Minorque).
- Albert-Paul de Mesmes (1751°), fils du précédent, chevalier, colonel du régiment provincial d'Albi et gentilhomme d’honneur du comte d’Artois.

## Alliances
de Marsan (XIIIe), de Miossens, de la Barthe, de Lassus (XIVe), de Cauna, de La Cassaigne (1520), Hennequin de Boinville (1530, 1552), de Masparault (1559), de Grossaine (1584), de Monluc-Balagny (1627), de La Vallée-Fossez (1639), de Belleforière (1618), de Rochechouart de Mortemart (1655), Bertrand de la Bazinière (1660), de La Roche de Fontenille (1683), Feydeau de Brou (1695)

## Pour approfondir